# Protoxerus aubinnii
Protoxerus aubinnii es una especie de roedor de la familia Sciuridae.

## Distribución geográfica
Se encuentran en Costa de Marfil, Ghana, Liberia y Sierra Leona. 

## Hábitat
Su hábitat natural son: las zonas de baja altitud subtropicales o tropicales húmedas, bosques.